# بيتر بلير
بيتر بلير (بالإنجليزية: Peter Blair)‏ هو مصارع هاوي أمريكي، ولد في 14 فبراير 1932 في كليفلاند في الولايات المتحدة، وتوفي في 29 يونيو 1994 في ميشيغان في الولايات المتحدة.

## وصلات خارجية
- بيتر بلير على موقع أوليمبيديا (الإنجليزية)